# 亨廷顿·英格尔斯工业
亨廷顿·英格尔斯工业（Huntington Ingalls Industries，简称HII）是美国最大的军事造船公司，为政府和工业合作伙伴提供专业服务。HII于2011年3月31日成立，由诺斯洛普·格鲁门公司剥离造船部门而来，在《财富》500强企业中排名第371位。
公司下设三个部门：紐波特紐斯造船部门、英格尔斯造船部门和任务技术部门。HII在弗吉尼亚州纽波特纽斯和密西西比州帕斯卡古拉的造船部门建造的舰船种类比美国其他任何一家海军造船厂都多。HII的任务技术部门提供的服务包括联合作战指挥支持、海军舰艇服务、空军及航空国民警卫队训练支持、软件工程和信息技术解决方案、信息安全、其他国防部训练、无人驾驶系统、情报分析、能源部核能操作、核制造、油气服务。
麦克·彼得斯是亨廷顿英格尔斯工业公司前总裁和首席执行官。曾担任诺斯罗普·格鲁曼造船公司总裁和诺斯罗普·格鲁曼纽波特纽斯部门总裁。1987年，他加入纽波特纽斯造船公司洛杉矶级潜艇建造分部。

## 历史

原亨廷顿·英格尔斯工业公司标志

亨廷顿·英格尔斯工业公司于2011年3月31日从诺斯洛普·格鲁门公司位于纽波特纽斯和帕斯卡古拉的造船部门剥离之后成立的新公司。
创立之后，HII通过收购UniversalPegasus International、S.M. Stoller公司、Camber公司、Novonics、哥伦比亚集团的工程解决方案部门、G2公司和Fulcrum信息技术公司建立并拓展专业及政府性的服务。
2016年，HII建立第三个部门——技术解决方案部门，整合公司的服务能力。
亨廷顿·英格尔斯工业公司得名于其造船部门的两位创始人：科利斯·波特·亨廷顿，他创建了纽波特纽斯造船及船坞公司，以及老羅伯特·殷格斯，他创建了英戈尔斯造船厂。
2024年10月10日，因參與對台灣售武，中華人民共和國宣佈制裁3間美國軍工企業及10個美國人，亨廷顿·英格尔斯工业公司及其總裁、執行長克里斯托弗·卡斯特納也在其列。另外两家被制裁的是无人机制造商边缘自治公司和斯凱迪欧公司。

## 外部連結
- 官方网站